# Tandzut (Armavir)
Tandzut (in armeno Տանձուտ?) è un comune dell'Armenia di 2 022 abitanti (2009) della provincia di Armavir.